# نونو فييرا كامبوس
نونو فييرا كامبوس (13 يونيو 1993 بفونشال في البرتغال - ) هو لاعب كرة قدم برتغالي في مركز الدفاع. لعب مع ناسيونال ماديرا.

## وصلات خارجية
- نونو فييرا كامبوس على موقع قاعدة بيانات كرة القدم.إي يو (الإنجليزية)
- نونو فييرا كامبوس على موقع Soccerway.com (الإنجليزية)
- نونو فييرا كامبوس على موقع AS.com (الإسبانية)